# Manowar
Manowar este o formație de heavy metal din Statele Unite ale Americii, înființată în anul 1980 în Auburn, New York, cunoscută pentru versurile „tipice” pentru genul heavy metal cu tente de fantezie, în particular tratând teme de tipul sabie și piatra filozofală sau subiecte mitologice, în special cele din mitologia nordică.
Formatia Manowar este foarte cunoscută pentrul sunetul foarte puternic din timpul concertelor. În 1984 trupa a fost inclusă în Guinness Book of World Records pentru cea mai zgomotoasă prestație de pe scenele muzicale, un record pe care ei înșiși l-au doborât de două ori. Manowar deține de asemenea recordul pentru cel mai lung concert de muzică heavy metal, după ce au concertat 5 ore și 1 minut în Bulgaria în 2008. De asemenea ei sunt cunoscuți pentru sloganul lor ”Moarte metalului fals” (engleză Death to false metal).
Deși formația nu a avut niciodată un succes comercial de tip mainstream în Statele Unite, are însă un număr de fani dedicați (denumiți de trupă „Manowarriors” sau „Immortals”). În schimb, formația este foarte bine cunoscută în Europa și America de Sud.
Manowar a vândut circa 9 milioane de albume în întreaga lume.

## Biografie

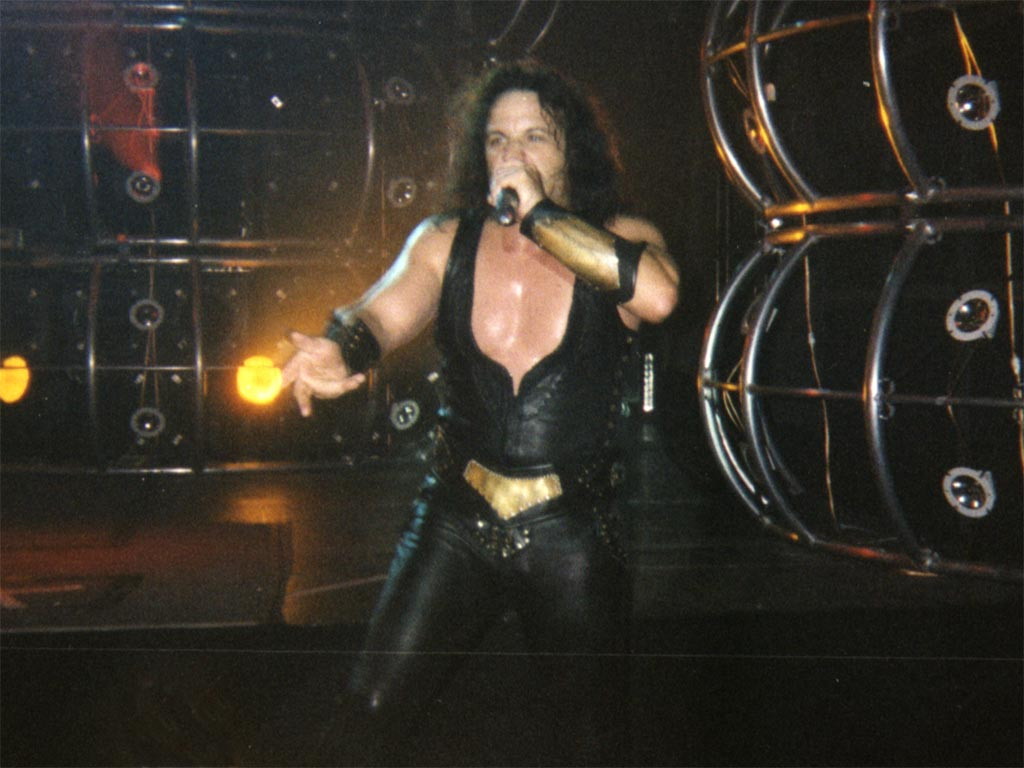
Eric Adams la Bercy Paris ]n 2002

Joey DeMaio lucra ca inginer de sunet - bas / pirotehnist pentru Black Sabbath când s-a întâlnit cu chitaristul Ross the Boss, care cânta în formația Shakin' Street, una dintre trupele care deschideau concertele Black Sabbath. Mai târziu s-au alăturat Eric Adams ca solist vocal și Donny Hamzik ca toboșar, pentru a crea Manowar — o trupă cu un sunet epic neobișnuit.
Manowar a înregistrat Battle Hymns, albumul lor de debut, care conținea "Dark Avenger", o melodie epică lentă care beneficia de o parte narată de Orson Welles. (Welles a revenit apoi pe albumul Into Glory Ride și a realizat partea narativă pentru o altă piesă lentă "Defender", piesă care avea să fie reorchestrata mai apoi pentru albumul "Fighting the World".)

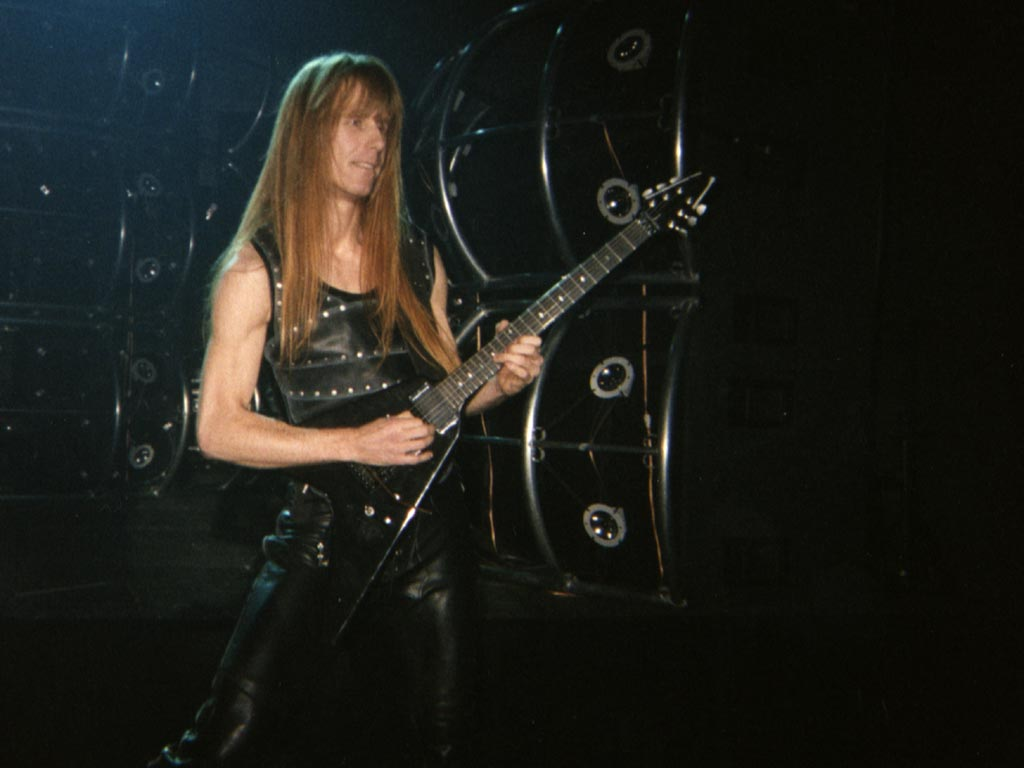
Karl Logan

Toboșarul Scott Columbus s-a alăturat trupei începând cu al doilea album, Into Glory Ride. Pentru el, s-a creat un echipament special de către John "Dawk" Stillwell, echipament care ii facilitează obținerea puterii sonore dorite.
 
Trupa concertează de obicei în Europa, America de Sud (în special Argentina și Brazilia), precum și în Japonia.
Trupa este de asemenea cunoscută pentru deținerea tuturor drepturilor: înregistrare, mixare, aranjamente, distribuție si vânzare. Aceasta datorită faptului că, după cum afirma solistul Eric Adams, trupa a avut in trecut dificultati financiare si, mai ales, dificultati legate de promovare.
Casa de producție a formației, MagicCircle, se ocupă și de alte trupe precum Rhapsody of Fire sau HolyHell.

## Membri

### Membri actuali
- Eric Adams – vocal, sprijin vocal(1980–prezent), chitară(1980)
- Joey DeMaio – basist, chitară, clape (1980–prezent)
- Donnie Hamzik – baterie, percuție (1981–1982, 2009–prezent)
- Karl Logan – chitare, clape (1994–prezent)

### Foști membri
- Carl Canedy – baterie, percuție (1980)
- Ross "The Boss" Friedman – chitare (1980–1988)
- Scott Columbus – baterie, percuție (1983–1991, 1995–2008)
- David Shankle – chitare (1989–1993)
- Kenny Earl "Rhino" Edwards – baterie, percuție (1992–1995, 2008)

## Discografie
Albume de studio
- Battle Hymns (1982)
- Into Glory Ride (1983)
- Hail to England (1984)
- Sign of the Hammer (1984)
- Fighting the World (1987)
- Kings of Metal (1988)
- The Triumph of Steel (1992)
- Louder Than Hell (1996)
- Warriors of the World (2002)
- Gods of War (2007)
- The Lord of Steel (2012)
- Kings of Metal MMXIV (2014)